# 679년

## 연호
- 당(唐) 의봉(儀鳳) 4년 / 조로(調露) 원년

## 기년
- 당(唐) 고종(高宗) 30년
- 신라(新羅) 문무왕(文武王) 19년

## 사건
이슬람, 동로마 제국에 항복하고 매년 3천 파운드에 달하는 금과 여러마리의 말, 여러명의 노예를 공물로 바치기로 약조하다.

## 사망
- 고구려(高句麗)의 막리지(莫離支) 연남생(淵男生)